# Região Geográfica Imediata de Santa Fé do Sul
A Região Geográfica Imediata de Santa Fé do Sul é uma das 53 regiões imediatas do estado brasileiro de São Paulo, uma das seis regiões imediatas que compõem a Região Geográfica Intermediária de São José do Rio Preto e uma das 509 regiões imediatas no Brasil, criadas pelo IBGE em 2017.
É composta por 7 municípios, tendo uma população estimada pelo IBGE para 1.º de julho de 2017, de 48 882 habitantes e uma área total de 1 248,627 km².

## Municípios
Fonte: IBGE – Cidades
| Município              | População Estimada (2017) | Área (km²) |
| ---------------------- | ------------------------- | ---------- |
| Nova Canaã Paulista    | 1 978                     | 124.473    |
| Rubinéia               | 3 102                     | 242.877    |
| Santa Clara d'Oeste    | 2 134                     | 183.458    |
| Santa Fé do Sul        | 31 802                    | 206.537    |
| Santa Rita d'Oeste     | 2 544                     | 209.8      |
| Santana da Ponte Pensa | 1 555                     | 129.888    |
| Três Fronteiras        | 5 767                     | 151.594    |
| Total                  | 48 882                    | 124,473    |